# Aeropuerto de Valencia
El Aeropuerto Internacional de Valencia, denominado también Aeropuerto Internacional de Valencia-Manises (IATA: VLC, OACI: LEVC), es un aeropuerto español de Aena. Está ubicado a 8 km al oeste de Valencia, entre los términos municipales de Manises y Cuart de Poblet. Su implantación ha contribuido a crear un importante centro de negocios y turismo, facilitando el desarrollo económico de las zonas de su alrededor. Anualmente se producen numerosos movimientos de aviación privada y los trabajos aéreos relacionados con la agricultura son muy importantes en este aeropuerto.
En noviembre de 2019 se cumplieron 50 meses consecutivos de crecimiento en el Aeropuerto de Valencia. Se han registraron 619.670 pasajeros (+7,3%), siendo el primer mes de noviembre que se superan los 600.000 pasajeros y, por lo tanto, siendo el mejor mes de noviembre de la historia.
Del total de pasajeros del aeropuerto en 2013, el tráfico nacional representa un 31 % del pasaje, mientras que el 69 % restante corresponde al tráfico internacional. Hasta 2010, la ruta con Madrid-Barajas recogía más del 20 % de los pasajeros del aeropuerto, pero con la llegada En 2010 del AVE a Valencia, esta ruta perdió el 75 % del pasaje. Respecto a los principales destinos del 2013, París encabeza el listado con más de 497 651 pasajeros (al sumar los aeropuertos París-Charles de Gaulle, París-Orly y Beauvais-Tillé), aunque Palma de Mallorca (388 277 pasajeros) es el aeropuerto que más pasajeros moviliza. Otros destinos internacionales importantes son Zúrich, Bérgamo-Orio al Serio (situado al noreste de Milán), Londres-Gatwick, Ámsterdam-Schiphol y Roma-Fiumicino. Las ciudades españolas con mayor tráfico de viajeros desde Valencia son Madrid-Barajas, Ibiza (especialmente entre los meses de junio a septiembre), Sevilla y Santiago de Compostela. Cabe destacar la gran caída en los destinos nacionales y el buen comportamiento de las rutas europeas, lo que confirma la internacionalización del Aeropuerto.
El tráfico ha aumentado en los últimos años. Aunque el año 2013 se cerró con un descenso de pasajeros hasta los 4 599 990 pasajeros, un 3,2 % menos que en 2012, cuando se alcanzaron los 4,7 millones de usuarios, lo que ya supuso una caída de, 4,6 % respecto a 2011. El máximo se alcanzó en el año 2007 (coincidiendo con la Copa América): 5,9 millones de pasajeros. El volumen de mercancías también ha aumentado considerablemente en los últimos años. Es el segundo aeropuerto con mayor número de pasajeros de la Comunidad Valenciana tras el Aeropuerto de Alicante-Elche. En 2013 quedó en décimo lugar en cuanto a número de pasajeros, octavo en cuanto volumen de mercancías y séptimo en cuanto a número de operaciones, además quedó entre uno de los diez aeródromos de la red que fueron rentables.
El Aeropuerto de Valencia alberga la base de la aerolínea regional Air Nostrum (que opera con la franquicia Iberia regional), también tiene base en el aeropuerto Vueling y Ryanair.
En marzo de 2007 entró en funcionamiento un nuevo edificio terminal para aviación regional, conectado con la Terminal principal (T1). El 31 de julio de 2012 tuvo lugar la inauguración de la Nueva Terminal (T2).
El aeropuerto ha recibido críticas por los expertos del sector, ya que desde que se instaló Ryanair en noviembre de 2004, esta aerolínea ha logrado concentrar más del 40 % de los pasajeros totales del aeropuerto. En 2008 debido a las desavenencias con la Generalidad Valenciana, Ryanair cerró su base, lo que produjo la pérdida de una cantidad notable de pasajeros y 750 puestos de trabajo en el aeródromo, hasta su reapertura en el 2010.

## Geografía física

### Ubicación
El aeropuerto se encuentra a 8 km al oeste de la ciudad Valencia, en los términos municipales de Manises y Cuart de Poblet. Otros núcleos importantes de población, con más de 50 000 en el entorno de aeropuerto son Sagunto (a 35 km) y Torrente (a 10 km).
Dicho entorno aeroportuario se encuentra fuertemente industrializado, con núcleos muy próximos al mismo, como los de Fuente del Jarro, Manises, Cuart de Poblet y Vara de Cuart.
El aeropuerto presta servicio a la provincia de Valencia y en menor medida a la provincia de Castellón. Cabe mencionar que esta es la principal entrada del turismo extranjero hacia estas dos provincias, ya que su ámbito de influencia abarca a ciudades con un gran potencial de turismo de costa como pueden ser Cullera, Gandía, Oliva, Oropesa del Mar, Benicasim, Vinaroz, Peñíscola o Benicarló, además de otras ciudades con una cierta actividad industrial y agrícola como Sagunto, Onteniente, Játiva, Alcira, Buñol, Requena o Paterna.

### Relieve
Su orografía está formada por una llanura que desciende suavemente hasta el lecho del río Turia. Tiene una altitud media de 73 metros sobre el nivel del mar, y forma un triángulo entre el río Turia al norte, Cuart de Poblet al sureste y Ribarroja del Turia al oeste.

### Clima
La intensidad y la dirección de los vientos, suele tener un valor promedio de 7 nudos con componentes oeste, este y suroeste fundamentalmente.
Los fenómenos meteorológicos que ocurren con más frecuencia son: la lluvia (el 17,81 % de los días del año), las tormentas (el 4,38 % de los días del año) y la niebla (el 1,1 %). Se han registrado nevadas y granizadas en alguna ocasión, pero suelen ser fenómenos poco probables. La temperatura de referencia del aeródromo, definida como la media de las máximas del mes más caluroso del año (el de mayor temperatura media), es de 30 °C y corresponde al mes de agosto.
Climatológicamente hablando, se encuentra por encima de los mínimos de operación de Categoría I en un 99,2 % de las ocasiones, pues existe visibilidad superior a 800 m y altura de la base de nubes superior a 60 m. Las características térmicas y pluviométricas del área (alrededor de 18 °C y 420 mm de media anual) y los altos índices de visibilidad, conceden al aeropuerto una ubicación óptima que le permite un uso eficaz, sobre todo por la excelente orientación de la pista de vuelo.
| Parámetros climáticos promedio de Aeropuerto de Valencia (normales 1991-2020) | Parámetros climáticos promedio de Aeropuerto de Valencia (normales 1991-2020) | Parámetros climáticos promedio de Aeropuerto de Valencia (normales 1991-2020) | Parámetros climáticos promedio de Aeropuerto de Valencia (normales 1991-2020) | Parámetros climáticos promedio de Aeropuerto de Valencia (normales 1991-2020) | Parámetros climáticos promedio de Aeropuerto de Valencia (normales 1991-2020) | Parámetros climáticos promedio de Aeropuerto de Valencia (normales 1991-2020) | Parámetros climáticos promedio de Aeropuerto de Valencia (normales 1991-2020) | Parámetros climáticos promedio de Aeropuerto de Valencia (normales 1991-2020) | Parámetros climáticos promedio de Aeropuerto de Valencia (normales 1991-2020) | Parámetros climáticos promedio de Aeropuerto de Valencia (normales 1991-2020) | Parámetros climáticos promedio de Aeropuerto de Valencia (normales 1991-2020) | Parámetros climáticos promedio de Aeropuerto de Valencia (normales 1991-2020) | Parámetros climáticos promedio de Aeropuerto de Valencia (normales 1991-2020) |
| Mes                                                                           | Ene.                                                                          | Feb.                                                                          | Mar.                                                                          | Abr.                                                                          | May.                                                                          | Jun.                                                                          | Jul.                                                                          | Ago.                                                                          | Sep.                                                                          | Oct.                                                                          | Nov.                                                                          | Dic.                                                                          | Anual                                                                         |
| ----------------------------------------------------------------------------- | ----------------------------------------------------------------------------- | ----------------------------------------------------------------------------- | ----------------------------------------------------------------------------- | ----------------------------------------------------------------------------- | ----------------------------------------------------------------------------- | ----------------------------------------------------------------------------- | ----------------------------------------------------------------------------- | ----------------------------------------------------------------------------- | ----------------------------------------------------------------------------- | ----------------------------------------------------------------------------- | ----------------------------------------------------------------------------- | ----------------------------------------------------------------------------- | ----------------------------------------------------------------------------- |
| Temp. máx. media (°C)                                                         | 16.3                                                                          | 17.1                                                                          | 19.4                                                                          | 21.4                                                                          | 24.7                                                                          | 28.3                                                                          | 30.8                                                                          | 31.2                                                                          | 28.2                                                                          | 24.5                                                                          | 19.6                                                                          | 16.8                                                                          | 23.2                                                                          |
| Temp. media (°C)                                                              | 10.7                                                                          | 11.4                                                                          | 13.6                                                                          | 15.9                                                                          | 19.2                                                                          | 23.1                                                                          | 25.9                                                                          | 26.3                                                                          | 23.1                                                                          | 19.3                                                                          | 14.3                                                                          | 11.4                                                                          | 17.9                                                                          |
| Temp. mín. media (°C)                                                         | 5.1                                                                           | 5.7                                                                           | 7.8                                                                           | 10.3                                                                          | 13.8                                                                          | 17.7                                                                          | 20.8                                                                          | 21.3                                                                          | 18.1                                                                          | 14.0                                                                          | 9.0                                                                           | 6.0                                                                           | 12.5                                                                          |
| Precipitación total (mm)                                                      | 34.6                                                                          | 26.8                                                                          | 36.9                                                                          | 36.2                                                                          | 36.5                                                                          | 20.8                                                                          | 6.7                                                                           | 11.6                                                                          | 61.3                                                                          | 56.6                                                                          | 45.1                                                                          | 47.1                                                                          | 420.2                                                                         |
| Fuente: Agencia Estatal de Meteorología (medias y precipitación 1991-2020)    |                                                                               |                                                                               |                                                                               |                                                                               |                                                                               |                                                                               |                                                                               |                                                                               |                                                                               |                                                                               |                                                                               |                                                                               |                                                                               |

## Historia

### Antecedentes

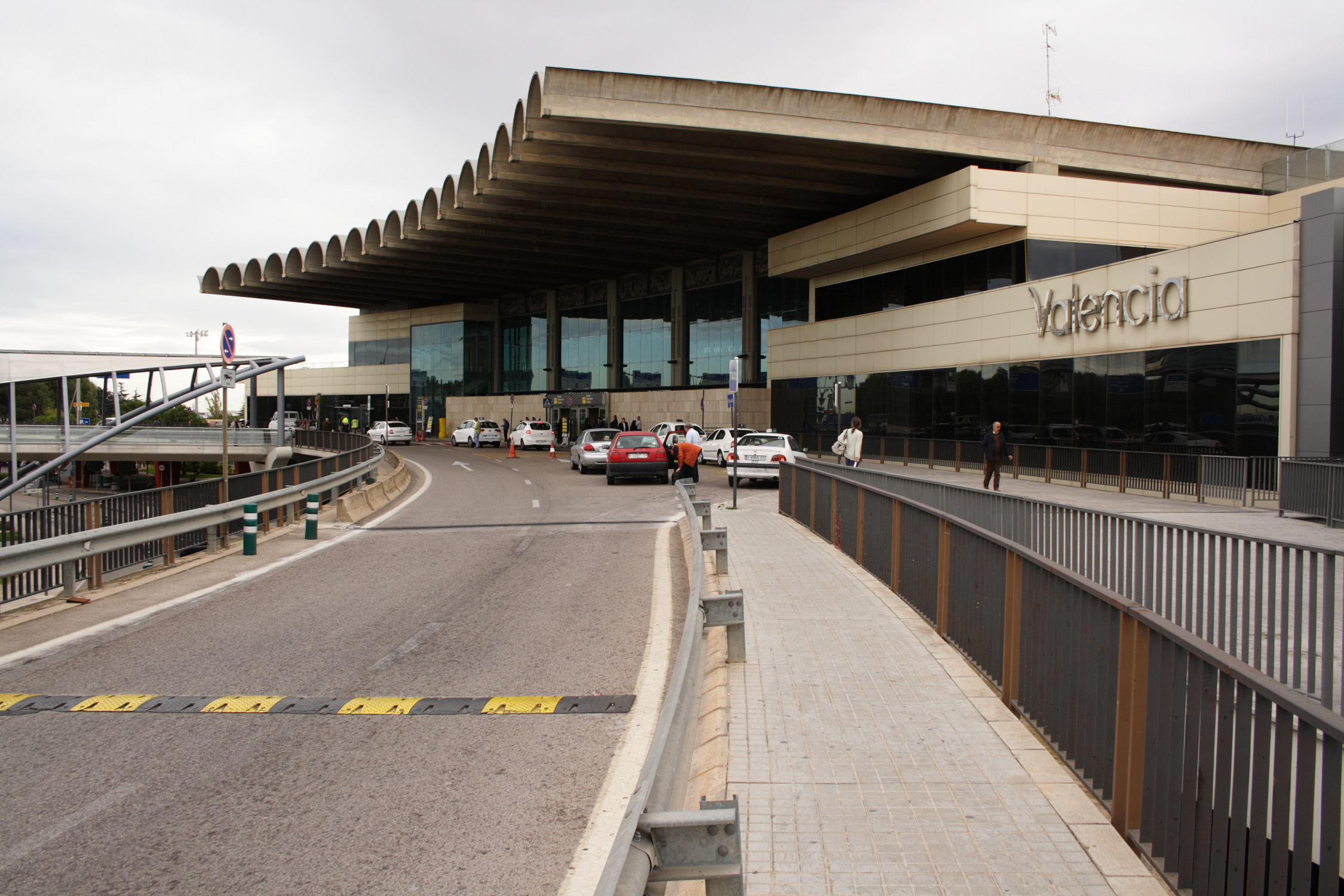
Edificio terminal

La primera experiencia aeronáutica que se realizó en Valencia fue el lanzamiento de un globo lleno de gas, de 28 pulgadas de diámetro, el día 12 de marzo de 1784, el huerto de Duclós y que cayó a cuatro leguas de Valencia. Ciento veinticinco años después tuvo lugar en Paterna el primer vuelo de un aeroplano con matrícula de España. El domingo cinco de septiembre de 1909, el aviador Juan Olivert Serra se dispone a realizar un vuelo con el aeroplano construido por el ingeniero Gaspar Brunet Viadera con la colaboración financiera del Ayuntamiento de Valencia. En 1910 se organiza un concurso de aviación en el campo de la Malvarrosa, donde el 22 de mayo realiza un primer vuelo Julien Mamet, y al año siguiente, entre los festejos de julio, se incluye la carrera aérea Valencia-Alicante-Valencia, a realizar los días 29 y 30 de ese mes.
Tras el establecimiento de las primeras líneas aéreas postales en España, la compañía Unión Aérea Española, UAE, realiza algunos vuelos de prueba en la línea Madrid-Valencia en mayo de 1926, mientras no es capaz de poner un servicio de línea Madrid-Barcelona-Valencia.

### Inicios
El aeropuerto de Valencia comenzó a gestarse con la ley de aeropuertos de 1927, que consideraba de carácter urgente la construcción de un aeródromo en esta zona. Por ello, se habilitó su puerto marítimo para la hidroaviación. El Plan de Líneas Aéreas de enero de 1928 declaró de interés general y de utilidad pública las líneas regulares Madrid-Valencia y Barcelona-Valencia-Alicante-Málaga-Sevilla, ratificándose la apertura del aeropuerto valenciano para la navegación aérea comercial en abril de 1930.
Este interés de las autoridades aeronáuticas en el aeropuerto valenciano animó a las instituciones locales a construir en 1929 la Junta del Aeropuerto de Valencia, presidida por el alcalde de la ciudad, el marqués de Sotelo. En un primer momento se pensó ubicar el aeropuerto en la lengua de tierra que separa La Albufera del mar y así poder utilizar las instalaciones tanto para aviones terrestres como para hidroaviones. Sin embargo, la existencia de diferentes obstáculos obligaron a pensar en otra opción y, finalmente, se decidió construir el aeropuerto en la localidad de Manises.
La apertura oficial del aeródromo se produjo el 19 de marzo de 1933 y se declaró aduanero el 8 de septiembre de 1934. El primer vuelo regular se realizó el 1 de septiembre de 1934 con la inauguración por LAPE de la línea Madrid-Valencia. Los servicios regulares se suspendieron al inicio de la guerra civil, durante la cual Manises fue base de los aviones de LAPE en los servicios con Madrid y Barcelona y cabecera del sector aéreo militar. Una vez finalizada, el 27 de julio de 1939 Iberia restableció la línea Madrid-Valencia y, en el mes de agosto, inauguró su servicio Valencia-Barcelona. La línea con Madrid volvió a tener su prolongación a Palma de Mallorca en marzo de 1946, y en mayo el aeropuerto valenciano fue habilitado como aeropuerto aduanero. Unos meses después, el 12 de julio, un decreto abrió oficialmente el aeropuerto de Valencia a todo tipo de tráfico nacional e internacional.
La primera pista afirmada —la 12/30— empezó a construirse en el verano de 1946, utilizándose red metálica cubierta con una capa de tierra caliza sobre base de piedra apisonada. Entre 1948 y 1949 se pusieron en marcha las obras de construcción y afirmado de las pistas 12/30 y 04/22 y la construcción de una pequeña plataforma de estacionamiento. En 1953 se construyó una calle que enlazaba la cabecera 30 con el estacionamiento de aeronaves y al año siguiente una de rodaje paralela a la 12/30 para el servicio de aviación militar. Pocos años después, en septiembre de 1955, se instaló en Manises el Ala n.º 1 de Caza, primera unidad española que contaba con los aviones de reacción F-86 Sabre. El aeropuerto estaba clasificado como de tercera categoría administrativa.
En febrero de 1958 se aprobó la ampliación de la pista 12/30 y la rodadura en su extremo noroeste con sus correspondientes zonas de parada y la instalación del sistema de luces de aproximación. Desde el 10 de julio de 1958 Valencia cuenta con tres líneas regulares: Valencia-Ibiza, Valencia-Sevilla y Valencia-Málaga, servidas todas ellas por Iberia. El aeropuerto pasó a considerarse de primera categoría a partir de enero de 1962 y a los tres años cambió su denominación oficial, pasando a llamarse «Aeropuerto de Valencia».
En 1983 se inauguró la nueva terminal de pasajeros, que sustituía al construido a mediados de los sesenta. La mayor innovación del nuevo edificio fue la utilización de la energía solar mediante paneles solares. El 31 de julio de 1999 se cerró la base Militar de Manises. En esa fecha el Ministerio de Defensa cedió los terrenos de menciona Base Militar a AENA. Desde ese momento está declarado como de utilización conjunta militar y civil.

### Presente
Con motivo de la celebración de la Copa del América, en marzo de 2007, se ejecutaron importantes actuaciones en infraestructuras tanto en el área terminal como en el campo de vuelo. En 2007 entró en funcionamiento un nuevo edificio terminal para aviación regional con una superficie total aproximada de 12 000 m², conectado con el terminal principal, por el lado este, que permite el tránsito de pasajeros entre las dos terminales, además de contar con acceso directo desde el exterior. Ese mismo año se inaugura una pista de rodaje paralela a la derecha de la 30/12 para rodaje a la pista 12, además se inaugura el ILS de la pista 12. Con motivo de las obras de ampliación, en 2008 se clausura la pista 04/22, donde pasan a ubicarse las instalaciones necesarias para el servicio a helicópteros.

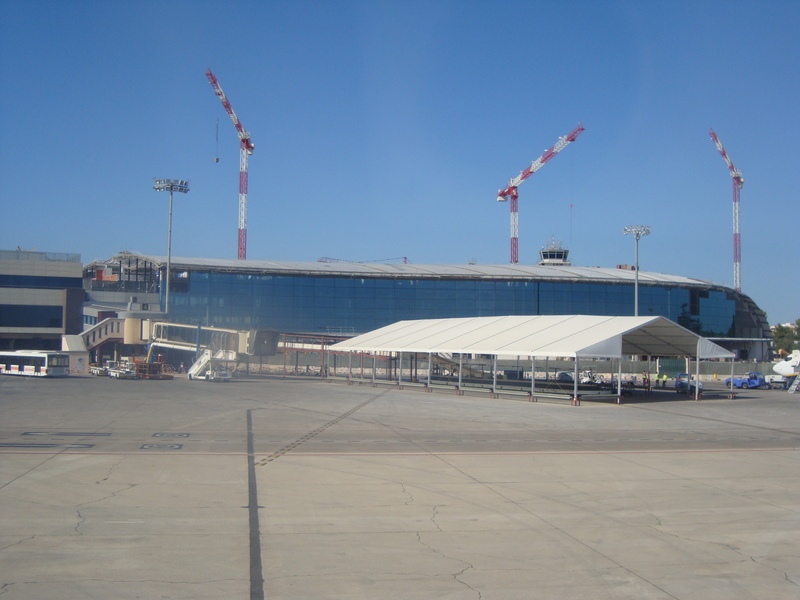
Obras de la ampliación este de la terminal.

En 2009 la compañía americana Delta Air Lines inaugura el primer vuelo transatlántico sin escalas a Nueva York, fruto del acuerdo de la compañía con la Generalidad Valenciana y otras entidades.
El 31 de julio de 2012 tuvo lugar la inauguración de la Nueva Terminal (T2), con veinte mostradores más de facturación y una nueva sala de recogida de equipajes.
Con la nueva estrategia de Delta Air Lines de reducir su capacidad transatlántica, en 2013 cancela la única ruta transoceánica del aeropuerto con destino Nueva York, a pesar de su éxito comercial con un volumen de 35 000 pasajeros y una media del 80 % de ocupación en cada viaje.

## Infraestructuras y características

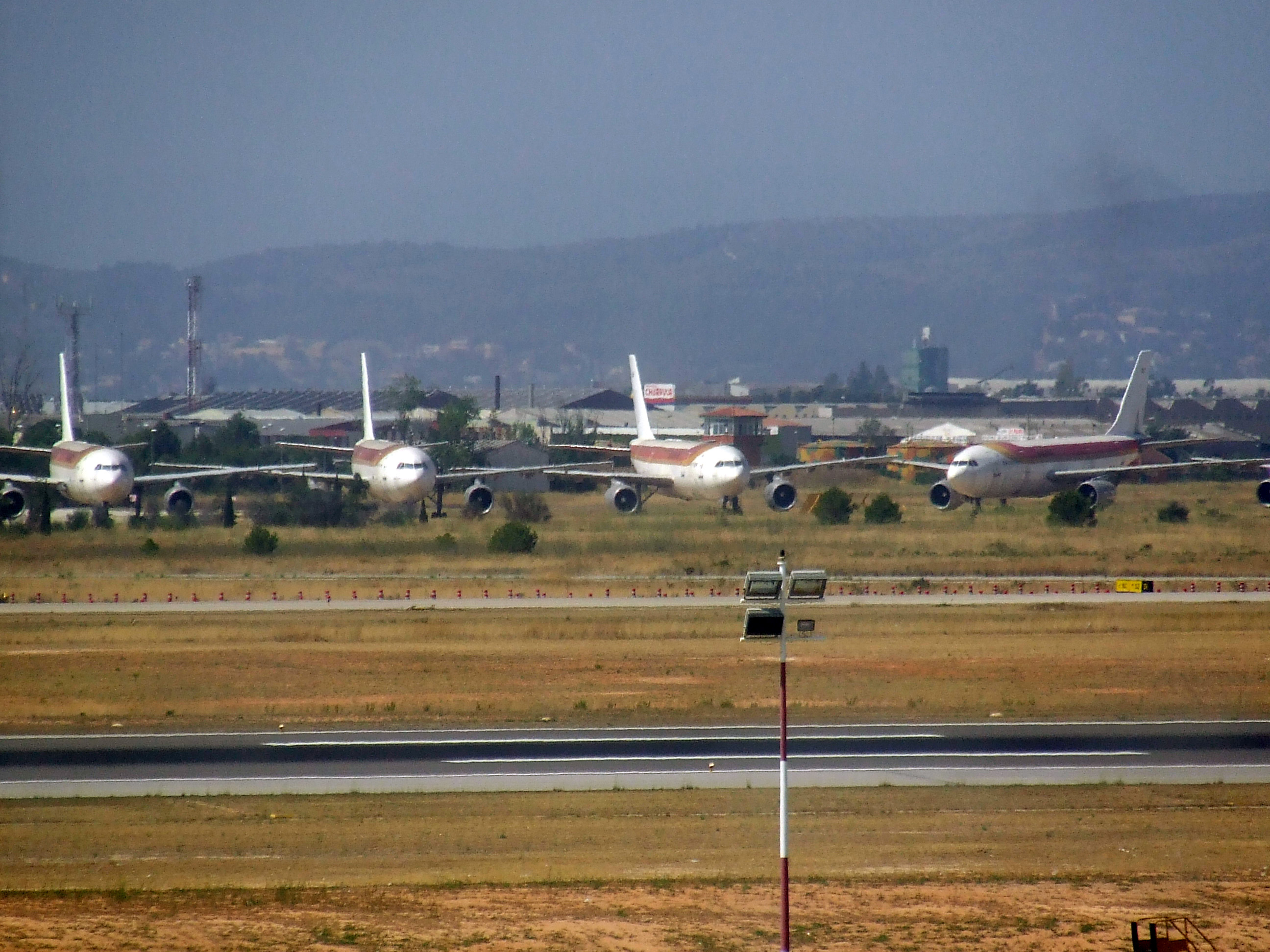
Antiguos Airbus A300 de Iberia estacionados en la zona de Iberia.

### Pistas, campo de vuelo y torre de control
El horario de servicio según AIP España es de 24 horas tanto en verano como en invierno. Sus aeropuertos alternativos son Alicante, Madrid, Barcelona, Ibiza, Palma de Mallorca y Murcia-San Javier.
En el aeródromo existe un helipuerto situado sobre la antigua pista 04-22 para uso en condiciones meteorológicos de vuelo visual, VCM, reconvertida parte en calle de rodaje y el resto como FATO (área de aproximación final y de despegue de helicópteros). Su helicóptero de diseño es el Bell 412. Los helicópteros de mayor tamaño realizarán las operaciones en la pista 12-30. El aeropuerto dispone de una pista de 3215 m de longitud, de 45 m de anchura y de orientación 12-30. Sus características más importantes se indican en la siguiente tabla:
La longitud básica de la pista 12-30 es de 2752 m, obtenida a partir de la longitud de la pista, la elevación del aeropuerto, la temperatura y la pendiente longitudinal (0,643 %). Los sistemas visuales indicadores de pendiente de aproximación son dos PAPI, con un ángulo de 3° tanto para la pista 12 como para la pista 30. Cuenta además con un Sistema de Aproximación de Precisión de Categoría I para ambas cabeceras.
La torre de control tiene una altura de 33,6 m. Dispone de 4 plantas y fanal. La superficie del fanal es de 35,29 m² y la superficie total es de 117,50 m².

### Calles de rodadura
El aeropuerto de Valencia dispone de 4 calles de salida rápida en la pista 12-30, tres a 60° y una 30°, a 2094 m de umbral 30. Otra calle de salida es el antiguo tramo de la pista 04-22. Todas las descritas sirven a la aviación comercial que opera en la plataforma norte. Existe una calle de salida a 90° para acceder a la plataforma sur, denominada M2. La pista se puede abandonar por los extremos pavimentados, a través de las calles de acceso H8, H9, H1 y H2.
Respecto a las calles de rodadura, existen sendas semicalles paralelas a la pista, la N1 para acceder a la cabecera 30 y un conjunto de tramos, de N2 al N4 para hacer lo propio con la cabecera 12. La condición de semicalle viene impuesta por la falta de unión entre ellas a la altura de la plataforma de estacionamiento, frente al bloque principal del Edificio Terminal de Pasajeros. Existe una calle de rodadura de unos 2700 m denominada S, dividida en cuatro tramos, ubicada en paralelo a la pista y al sur de la misma. Sus extremos son las calles T4 y T1. Otras calles de rodaje que dan acceso a la plataforma sur se denominan M3, M2 y M1.
El aeropuerto dispone de un apartadero de espera en la cabecera 12 con capacidad para aeronaves tipo Airbus A-330. Además dispone de un apartadero para la cabecera 30, si el acceso es por los tramos de calles de rodadura T1 o H1. También existe un apartadero (T4) a la altura de la antigua cabecera 12, antes de la ampliación en 2006.

### Plataforma de estacionamiento de aeronaves
La plataforma de estacionamiento de aeronaves está situada al norte de la pista 12-30, es de forma irregular y construida con losas de hormigón hidráulico. Dispone de un estacionamiento para helicópteros. El aeropuerto está dotado con 9 puestos de aviación regional (ATR 42/72, DASH-8/300, CRJ-200/900) frente al edificio anexo y 5 de aeronaves de tipo D (B-757, A-300, B-767). También existe un sobre para aeronaves de tipo E (Boeing 747-400). La plataforma de aviación comercial es de aproximadamente 268 785m². La plataforma de aviación general 2, la más extensa, dispone de 21 puestos de estacionamiento y su área es de unos 26 695 m². Al este de la plataforma de aviación comercial se encuentra la plataforma de aviación general 1, con 18 puestos para aeronaves de reducidas dimensiones destinadas, en parte, a la aviación ejecutiva. Tiene unos 10 500m 2 y un edificio terminal propio.
La plataforma de carga tiene una superficie de 26 000 m² y dispone de un puesto para aeronaves de tipo V (B-757) y tres para aeronaves de un máximo de 18 m de envergadura. El acceso a la misma puede efectuarse desde la calle D o desde la misma plataforma de aviación comercial.
La antigua plataforma para aviación militar, nombrada con anterioridad tiene una superficie aproximada de 101 400 m² y consta de 12 puestos designados actualmente como de larga estancia. El aeropuerto no dispone de plataforma de deshielo.

### Terminal
En la actualidad, tras sus ampliaciones, el aeropuerto funciona como una única terminal distribuida en 3 plantas, siendo la planta baja destinada a llegadas, la planta 1 a salidas y la planta 2 a dependencias de AENA.
La ampliación del edificio original y principal se realizó primero por el lado oeste y posteriormente por el lado este. La distribución del edificio queda de la siguiente manera:

#### Zona este

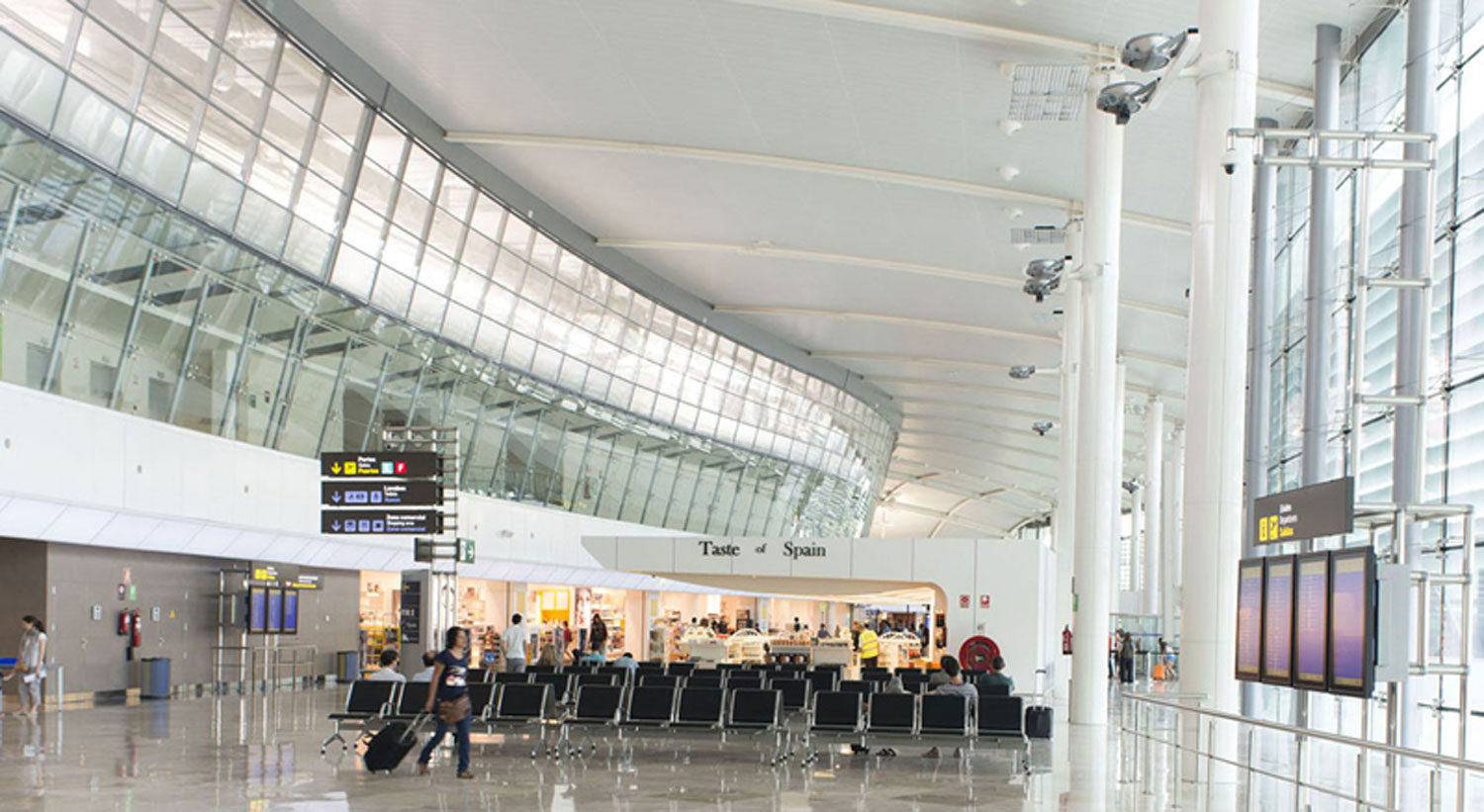
Interior de la ampliación este de la terminal.

La zona este del aeropuerto es la ampliación más nueva del mismo. Aunque si bien es cierto que el lado aire puede albergar vuelos nacionales, internacionales y comunitarios Schengen o no Schengen, la mayoría de vuelos que operan desde esta zona son aquellos para los cuales hace falta pasaporte. 
En funcionamiento desde el 1 de agosto del 2012, consta actualmente de 3 plantas (P0, P1 y P2). La planta baja tiene el hall de llegadas y varias oficinas de alquiler de coches. En el lado aire se ubica la zona 4 de recogida de equipajes (comunicada con el resto de zonas como una única sala de equipajes a través de la zona 3) con 3 cintas (números 9 a 11) y una para equipajes especiales, así como las aduanas y puertas de acceso al lado tierra.
La planta 1 cuenta con 21 mostradores de facturación para vuelos nacionales e internacionales (números 43 a 63), además de un mostrador para equipajes especiales y 5 puertas de embarque (números 1A/1B a 4) de las cuales 2 tienen pasarelas o "fingers". En esta zona de la terminal es donde se encuentra el control de seguridad para todas las puertas de embarque del aeropuerto.

#### Zona central

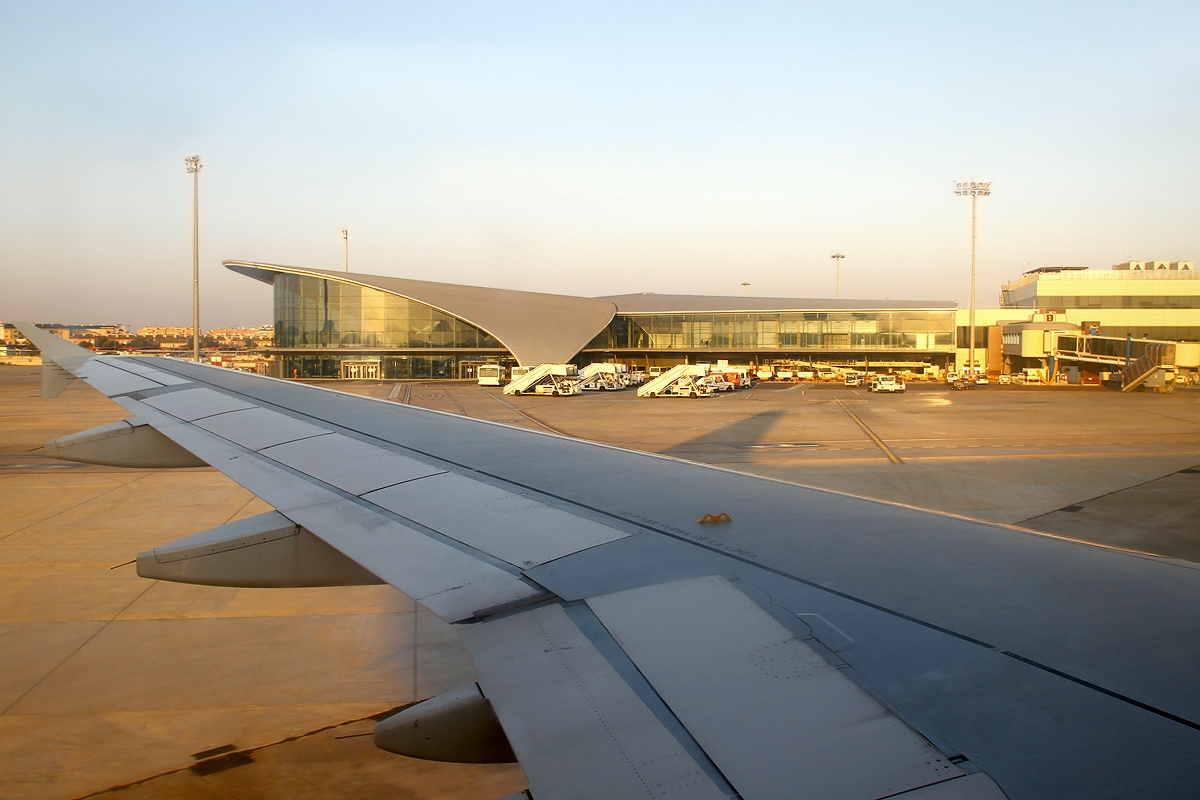
Unión de las zonas oeste y central del edificio terminal desde el interior de un avión.

En esta zona de la terminal es donde se encuentra la mayor oferta comercial en el lado aire (planta 1). Al igual que la zona este, puede albergar vuelos nacionales, internacionales y comunitarios Schengen o no Schengen. Inaugurada en 1983 y tras diferentes reformas, esta zona del edificio consta actualmente de 3 plantas (P0, P1 y P2). En la planta 1 dispone de 30 mostradores de facturación  (números 13 a 42) además de 8 puertas de embarque (números 5 a 12) de las cuales 4 tienen pasarelas o "fingers".
En la planta baja se sitúan las zonas 2 y 3 de recogida de equipajes, estando las cintas repartidas en:
- Zona 2 (comunicada con las zonas 1 y 3): Cintas 3, 4 y 5
- Zona 3 (comunicada con las zonas 3 y 4): Cintas 6, 7 y 8

Cabe destacar que una vez recogido el equipaje en estas zonas, hay que dirigirse a la zona 4 para salir de la terminal.

#### Zona oeste

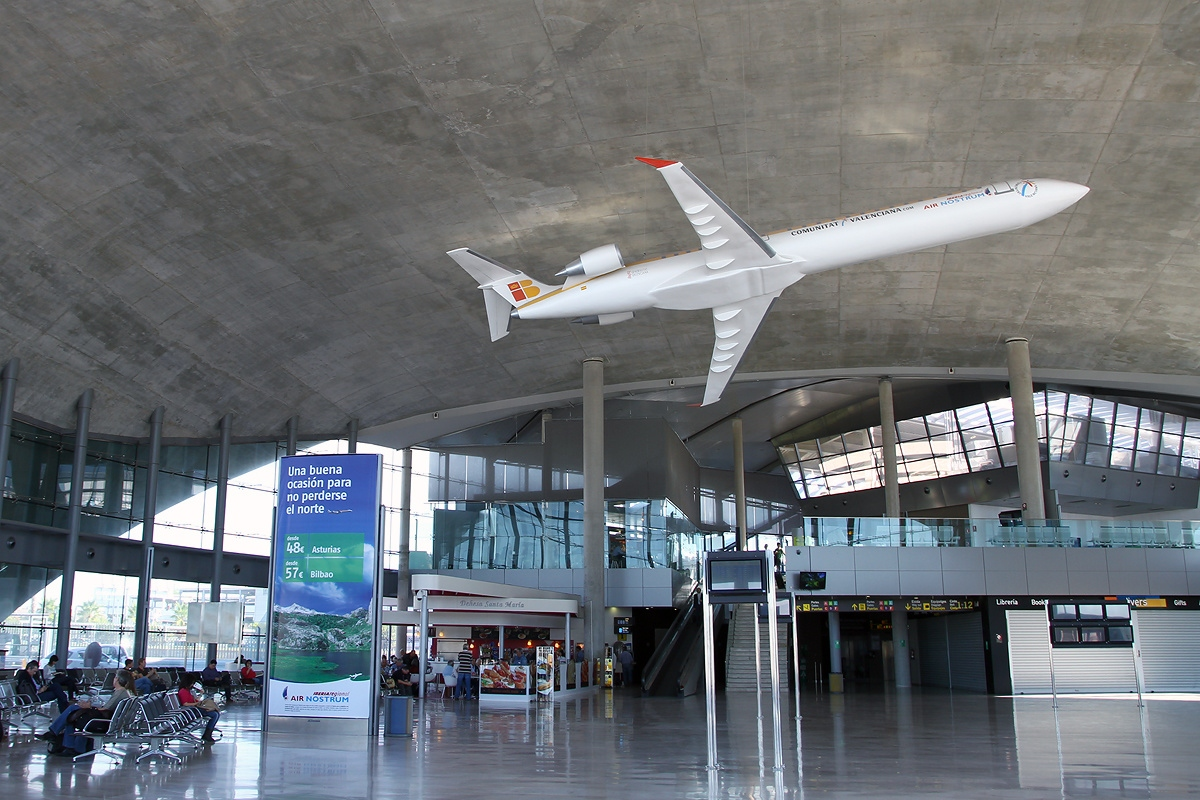
Interior de la zona oeste de la terminal.

Esta ampliación fue la primera de la zona central e inaugurada en 2007, con motivo de la celebración de la Copa América de vela. En un principio destinada exclusivamente a aviación regional, en la actualidad ese uso es mixto junto a vuelos de bajo coste que realizan sus embarques a pie. En este caso, y al contrario que en el resto de la terminal, tiene 10 puertas de embarque (números 13 a 22) que se sitúan en la planta baja para el acceso a los aviones andando. Parte de la planta baja está destinada a la zona 1 de recogida de equipajes con 2 cintas (números 9 y 10) y está comunicada con el resto de la sala de recogida de equipajes a través de la zona 2.
En el lado tierra de la planta baja se encuentra el acceso a la estación de metro «Aeroport», dentro de la red de Metrovalencia.
En la planta 1 cuenta con 12 mostradores de facturación (números 1 a 12).

### Servicios

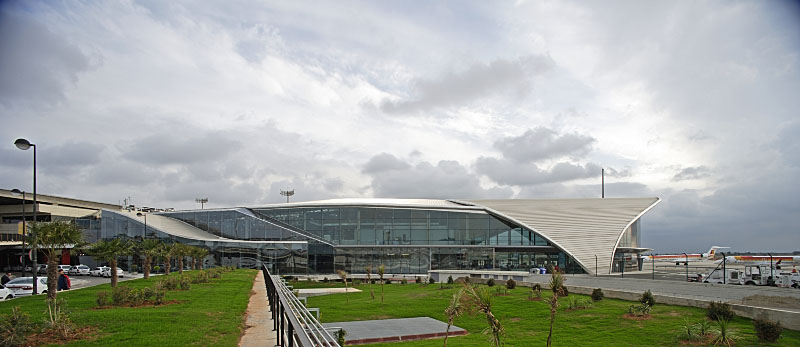
Terminal.

El aeropuerto cuenta con quioscos, tiendas libres de impuestos (duty-free), bares y sitios de comida rápida. Además dispone de una sala vip y otros tipos de servicios como cajeros automáticos, teléfonos públicos, internet Wi-Fi, asistencia médica y enfermería, farmacia, ascensores, rampas y baños adaptados para pasajeros minusválidos.
El aeródromo dispone de tres tipos de aparcamiento: El aparcamiento de larga estancia, dispone de 218 plazas con servicio y se encuentra a cinco minutos del aeropuerto; el aparcamiento P1, dispone de 3012 plazas con servicio y se encuentra a un minuto del aeropuerto y el aparcamiento de coches de alquiler con 357 plazas.

## Aerolíneas y destinos

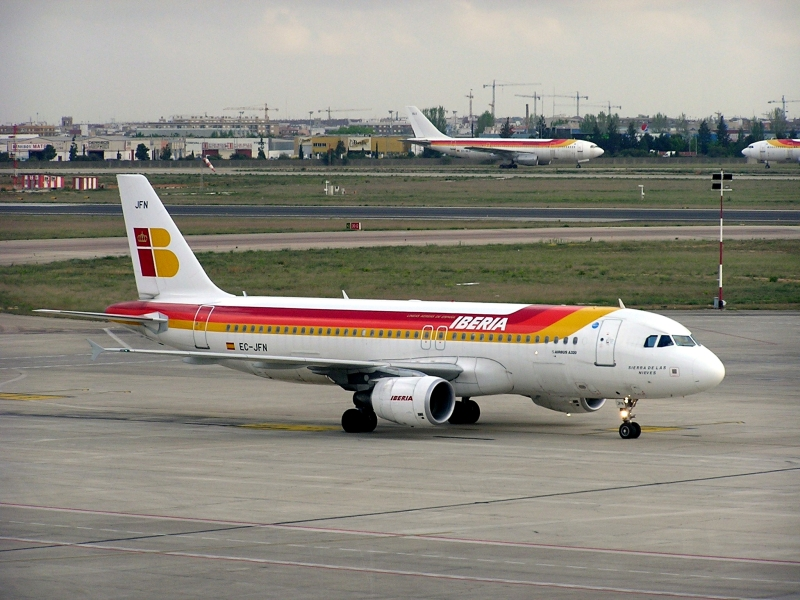
Airbus A320-214 de Iberia en la pista de rodaje del aeropuerto.

Boeing 737 de Ryanair aterrizando en el aeropuerto.

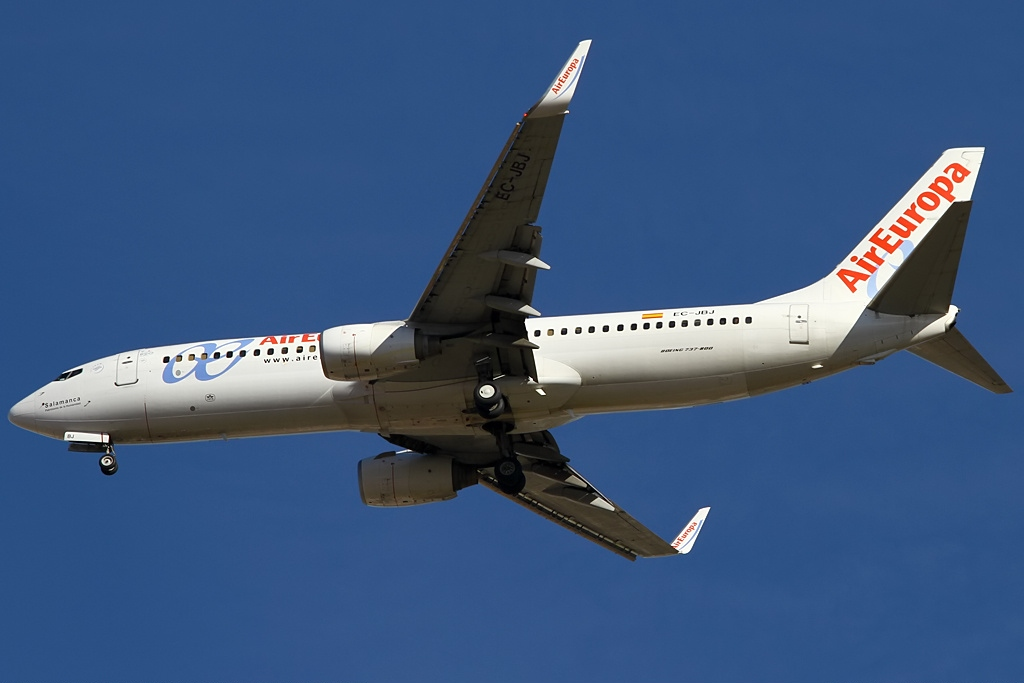
Boeing 737 de Air Europa en el momento de aterrizaje.

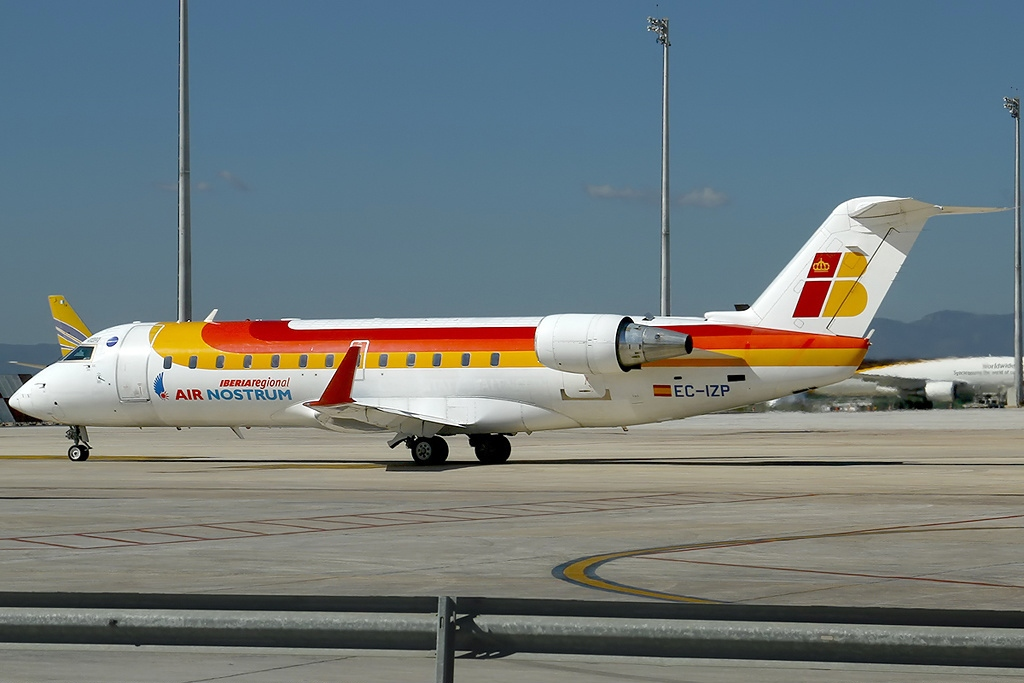
Canadair CL-600 de Air Nostrum estacionado en el aeropuerto.

### Destinos nacionales
| Ciudades               | Nombre del aeropuerto                            | Aerolíneas                                               | Aeronaves    | Frecuencias semanales |
| España                 | España                                           | España                                                   | España       | España                |
| ---------------------- | ------------------------------------------------ | -------------------------------------------------------- | ------------ | --------------------- |
| Andalucía              |                                                  |                                                          |              |                       |
| Málaga                 | Aeropuerto de Málaga-Costa del Sol               | Air Nostrum Ryanair                                      | B737         |                       |
| Sevilla                | Aeropuerto de Sevilla                            | Air Nostrum Ryanair Vueling                              | B737 A3xx    |                       |
| Asturias               |                                                  |                                                          |              |                       |
| Asturias               | Aeropuerto de Asturias                           | Volotea                                                  | A3xxceo      |                       |
| Islas Baleares         |                                                  |                                                          |              |                       |
| Ibiza                  | Aeropuerto de Ibiza                              | Air Nostrum Ryanair Vueling                              | B737 A3xx    |                       |
| Menorca                | Aeropuerto de Menorca                            | Air Nostrum Ryanair (Estacional)                         | B737 A3xx    |                       |
| Palma de Mallorca      | Aeropuerto de Palma de Mallorca                  | Air Europa Air Nostrum Ryanair Vueling                   | B737 A3xx    |                       |
| Canarias               |                                                  |                                                          |              |                       |
| Gran Canaria           | Aeropuerto de Gran Canaria                       | Binter Canarias Air Nostrum (estacional) Ryanair Vueling | B737 A3xx    |                       |
| Lanzarote              | Aeropuerto César Manrique-Lanzarote              | Air Nostrum (Estacional) Ryanair                         | B737         |                       |
| Tenerife               | Aeropuerto de Tenerife Norte-Ciudad de La Laguna | Binter Canarias Air Nostrum Ryanair Vueling              | B737 A3xx    |                       |
| Tenerife               | Aeropuerto de Tenerife Sur                       | Ryanair                                                  | B737         |                       |
| Cantabria              |                                                  |                                                          |              |                       |
| Santander              | Aeropuerto Seve Ballesteros-Santander            | Ryanair                                                  | B737         |                       |
| Castilla y León        |                                                  |                                                          |              |                       |
| Burgos                 | Aeropuerto de Burgos                             | Air Nostrum (Estacional)                                 |              |                       |
| Cataluña               |                                                  |                                                          |              |                       |
| Barcelona              | Aeropuerto Josep Tarradellas Barcelona-El Prat   | Air Nostrum                                              | CRJ1000      |                       |
| Galicia                |                                                  |                                                          |              |                       |
| La Coruña              | Aeropuerto de La Coruña                          | Volotea                                                  | A3xxceo      |                       |
| Santiago de Compostela | Aeropuerto de Santiago-Rosalía de Castro         | Ryanair                                                  | B737         |                       |
| Vigo                   | Aeropuerto de Vigo                               | Air Nostrum (hasta el 31 de agosto de 2025)              | CRJ1000      |                       |
| Comunidad de Madrid    |                                                  |                                                          |              |                       |
| Madrid                 | Aeropuerto Adolfo Suárez Madrid-Barajas          | Air Europa Air Nostrum                                   | B737         |                       |
| País Vasco             |                                                  |                                                          |              |                       |
| Bilbao                 | Aeropuerto de Bilbao                             | Air Nostrum Volotea Vueling                              | A3xxceo A3xx |                       |

### Destinos internacionales
| Ciudades por países          | Nombre del aeropuerto                             | Aerolíneas                                | Aeronaves       | Frecuencias semanales |  |
| África                       | África                                            | África                                    | África          | África                |  |
| ---------------------------- | ------------------------------------------------- | ----------------------------------------- | --------------- | --------------------- |  |
| Argelia                      |                                                   |                                           |                 |                       |  |
| Argel                        | Aeropuerto Internacional Houari Boumedienne       | Air Algérie (Estacional)                  |                 |                       |  |
| Marruecos                    |                                                   |                                           |                 |                       |  |
| Agadir                       | Aeropuerto de Agadir                              | Ryanair (Estacional)                      | B737            |                       |  |
| Casablanca                   | Aeropuerto Internacional Mohammed V               | Royal Air Maroc                           |                 |                       |  |
| Fez                          | Aeropuerto de Fez-Saïss                           | Ryanair                                   | B737            |                       |  |
| Marrakech                    | Aeropuerto de Marrakech-Menara                    | Ryanair                                   | B737            |                       |  |
| Tánger                       | Aeropuerto de Tánger-Ibn Battuta                  | Ryanair                                   | B737            |                       |  |
| América del Norte            |                                                   |                                           |                 |                       |  |
| Canadá                       |                                                   |                                           |                 |                       |  |
| Montreal                     | Aeropuerto Internacional Pierre Elliott Trudeau   | Air Transat                               |                 |                       |  |
| Europa                       |                                                   |                                           |                 |                       |  |
| Albania                      |                                                   |                                           |                 |                       |  |
| Tirana                       | Aeropuerto de Tirana                              | Wizz Air                                  | A32x            |                       |  |
| Alemania                     |                                                   |                                           |                 |                       |  |
| Berlín                       | Aeropuerto de Berlín-Brandeburgo                  | easyJet Europe Ryanair                    | A319, A320 B737 |                       |  |
| Colonia                      | Aeropuerto de Colonia/Bonn                        | Eurowings Ryanair                         | A3xx B737       |                       |  |
| Düsseldorf                   | Aeropuerto de Düsseldorf                          | Eurowings                                 | A3xx            |                       |  |
| Fráncfort del Meno           | Aeropuerto de Fráncfort del Meno                  | Lufthansa                                 |                 |                       |  |
| Hahn                         | Aeropuerto de Fráncfort-Hahn                      | Ryanair (Estacional)                      | B737            |                       |  |
| Hamburgo                     | Aeropuerto de Hamburgo                            | Eurowings (Estacional)                    | A3xx            |                       |  |
| Karlsruhe                    | Aeropuerto de Karlsruhe-Baden Baden               | Ryanair                                   | B737            |                       |  |
| Memmingen                    | Aeropuerto de Memmingen                           | Ryanair                                   | B737            |                       |  |
| Múnich                       | Aeropuerto de Múnich-Franz Josef Strauss          | Lufthansa                                 |                 |                       |  |
| Núremberg                    | Aeropuerto de Núremberg                           | Ryanair                                   | B737            |                       |  |
| Stuttgart                    | Aeropuerto de Stuttgart                           | Eurowings                                 | A3xx            |                       |  |
| Austria                      |                                                   |                                           |                 |                       |  |
| Viena                        | Aeropuerto Internacional de Viena                 | Austrian Airlines Ryanair                 | B737            |                       |  |
| Bélgica                      |                                                   |                                           |                 |                       |  |
| Bruselas                     | Aeropuerto de Bruselas-National                   | Brussels Airlines Ryanair                 | A3xx B737       |                       |  |
| Charleroi                    | Aeropuerto de Charleroi-Bruselas Sur              | Ryanair                                   | B737            |                       |  |
| Bulgaria                     |                                                   |                                           |                 |                       |  |
| Sofía                        | Aeropuerto de Sofía                               | Ryanair Wizz Air                          | B737 A3xx       |                       |  |
| Dinamarca                    |                                                   |                                           |                 |                       |  |
| Copenhague                   | Aeropuerto de Copenhague                          | Norwegian (Estacional) SAS(Estacional)    | B737 A3xx       |                       |  |
| Francia                      |                                                   |                                           |                 |                       |  |
| Beauvais                     | Aeropuerto de París-Beauvais                      | Ryanair                                   | B737            |                       |  |
| Burdeos                      | Aeropuerto de Burdeos-Merignac                    | Volotea                                   | A3xxceo         |                       |  |
| Lyon                         | Aeropuerto de Lyon-Saint Exupéry                  | Volotea                                   | A3xxceo         |                       |  |
| Marsella                     | Aeropuerto de Marsella-Provenza                   | Ryanair                                   | B737            |                       |  |
| Nantes                       | Aeropuerto de Nantes Atlantique                   | Ryanair                                   | B737            |                       |  |
| París                        | Aeropuerto de París-Charles de Gaulle             | Air France                                |                 |                       |  |
| París                        | Aeropuerto de París-Orly                          | Transavia France Vueling                  | A3xx            |                       |  |
| Toulouse                     | Aeropuerto de Toulouse-Blagnac                    | Ryanair                                   | B737            |                       |  |
| Grecia                       |                                                   |                                           |                 |                       |  |
| Atenas                       | Aeropuerto Internacional Eleftherios Venizelos    | Aegean Airlines (Estacional)              | A32x            |                       |  |
| Hungría                      |                                                   |                                           |                 |                       |  |
| Budapest                     | Aeropuerto Internacional de Budapest-Ferenc Liszt | Ryanair Wizz Air                          | B737            |                       |  |
| Irlanda                      |                                                   |                                           |                 |                       |  |
| Cork                         | Aeropuerto de Cork                                | Ryanair                                   | B737            |                       |  |
| Dublín                       | Aeropuerto de Dublín                              | Ryanair                                   | B737            |                       |  |
| Irlanda del Norte            |                                                   |                                           |                 |                       |  |
| Belfast                      | Aeropuerto Internacional de Belfast               | Ryanair (Estacional)                      | B737            |                       |  |
| Italia                       |                                                   |                                           |                 |                       |  |
| Bari                         | Aeropuerto de Bari                                | Ryanair                                   | B737            |                       |  |
| Bérgamo                      | Aeropuerto de Bérgamo-Orio al Serio               | Ryanair                                   | B737            |                       |  |
| Bolonia                      | Aeropuerto Guglielmo Marconi de Bolonia           | Ryanair                                   | B737            |                       |  |
| Cagliari                     | Aeropuerto de Cagliari-Elmas                      | Ryanair (Estacional)                      | B737            |                       |  |
| Lamezia                      | Aeropuerto Internacional de Lamezia Terme         | Ryanair (Estacional)                      | B737            |                       |  |
| Milán                        | Aeropuerto de Milán-Malpensa                      | Ryanair Wizz Air                          | B737 A3xx       |                       |  |
| Nápoles                      | Aeropuerto Internacional de Nápoles               | Ryanair                                   | B737            |                       |  |
| Palermo                      | Aeropuerto de Palermo-Punta Raisi                 | Ryanair                                   | B737            |                       |  |
| Pescara                      | Aeropuerto de Pescara                             | Ryanair (Estacional)                      | B737            |                       |  |
| Pisa                         | Aeropuerto Internacional Galileo Galilei          | Ryanair                                   | B737            |                       |  |
| Roma                         |                                                   |                                           |                 |                       |  |
| Aeropuerto de Roma-Fiumicino | Ryanair Wizz Air                                  | B737 A32x                                 |                 |                       |  |
| Treviso                      | Aeropuerto de Treviso                             | Ryanair                                   | B737            |                       |  |
| Trieste                      | Aeropuerto de Trieste-Friuli Venecia Julia        | Ryanair                                   | B737            |                       |  |
| Turín                        | Aeropuerto de Turín-Caselle                       | Ryanair                                   | B737            |                       |  |
| Venecia                      | Aeropuerto de Venecia-Marco Polo                  | Wizzair(inicia el 1 de diciembre de 2025) | A32X            |                       |  |
| Verona                       | Aeropuerto de Verona                              | Ryanair (Estacional)                      | B737            |                       |  |
| Islandia                     |                                                   |                                           |                 |                       |  |
| Reikiavik                    | Aeropuerto Internacional de Keflavik              | Play (Estacional)                         | A32x-251N       |                       |  |
| Letonia                      |                                                   |                                           |                 |                       |  |
| Riga                         | Aeropuerto Internacional de Riga                  | airBaltic                                 | A220-371        |                       |  |
| Luxemburgo                   |                                                   |                                           |                 |                       |  |
| Luxemburgo                   | Aeropuerto Internacional de Luxemburgo            | Luxair                                    |                 |                       |  |
| Malta                        |                                                   |                                           |                 |                       |  |
| La Valeta                    | Aeropuerto Internacional de Malta                 | Ryanair (Estacional)                      | B737            |                       |  |
| Países Bajos                 |                                                   |                                           |                 |                       |  |
| Ámsterdam                    | Aeropuerto de Ámsterdam-Schiphol                  | easyJet Europe KLM Transavia Vueling      | A3xx            |                       |  |
| Eindhoven                    | Aeropuerto de Eindhoven                           | Ryanair Transavia                         | B737            |                       |  |
| Róterdam                     | Aeropuerto de Róterdam-La Haya                    | Transavia                                 |                 |                       |  |
| Noruega                      |                                                   |                                           |                 |                       |  |
| Oslo                         | Aeropuerto de Oslo-Gardermoen                     | Norwegian (Estacional)                    | B737            |                       |  |
| Polonia                      |                                                   |                                           |                 |                       |  |
| Breslavia                    | Aeropuerto de Breslavia-Copérnico                 | Ryanair                                   | B737            |                       |  |
| Cracovia                     | Aeropuerto de Cracovia-Juan Pablo II              | Ryanair Wizz Air                          | B737 A3xx       |                       |  |
| Poznan                       | Aeropuerto de Poznan                              | Ryanair                                   | B737            |                       |  |
| Varsovia                     | Aeropuerto de Varsovia-Chopin                     | Wizz Air                                  | A321            |                       |  |
| Portugal                     |                                                   |                                           |                 |                       |  |
| Madeira                      | Madeira                                           | Air Nostrum(Estacional)                   | CRJ1000         |                       |  |
| Lisboa                       | Aeropuerto Humberto Delgado                       | Ryanair TAP Air Portugal                  | B737 A3xx       |                       |  |
| Oporto                       | Aeropuerto Francisco Sá Carneiro                  | Ryanair                                   | B737            |                       |  |
| Reino Unido                  |                                                   |                                           |                 |                       |  |
| Birmingham                   | Aeropuerto de Birmingham                          | Ryanair                                   | B737            |                       |  |
| Brístol                      | Aeropuerto de Brístol                             | Ryanair                                   | B737            |                       |  |
| Edimburgo                    | Aeropuerto de Edimburgo                           | Ryanair (Estacional)                      | B737            |                       |  |
| Londres                      | Aeropuerto de Londres-Gatwick                     | easyJet Vueling                           | A3xx            |                       |  |
| Londres                      | Aeropuerto de Londres-Heathrow                    | British Airways                           |                 |                       |  |
| Londres                      | Aeropuerto de Londres-Stansted                    | Ryanair                                   | B737            |                       |  |
| Londres                      | Aeropuerto de Londres-Luton(inicia el 29/03/26)   | Wizz Air UK                               | A321NX          |                       |  |
| Mánchester                   | Aeropuerto de Mánchester                          | Ryanair                                   | B737            |                       |  |
| Nottingham                   | Aeropuerto de East Midlands                       | Ryanair (Estacional)                      | B737            |                       |  |
| República Checa              |                                                   |                                           |                 |                       |  |
| Praga                        | Aeropuerto de Praga-Václav Havel                  | Eurowings (Estacional) Smartwings         | A3xx            |                       |  |
| Rumania                      |                                                   |                                           |                 |                       |  |
| Bucarest                     | Aeropuerto Internacional de Bucarest-Henri Coandă | Dan Air Wizz Air                          | A32x            |                       |  |
| Cluj-Napoca                  | Aeropuerto Internacional de Cluj-Avram Iancu      | Wizz Air                                  | A32x            |                       |  |
| Iasi                         | Aeropuerto Internacional de Iasi                  | Wizz Air                                  | A32x            |                       |  |
| Timişoara                    | Aeropuerto de Timişoara                           | Wizz Air                                  | A32x            |                       |  |
| Serbia                       |                                                   |                                           |                 |                       |  |
| Belgrado                     | Aeropuerto de Belgrado                            | Air Serbia                                |                 |                       |  |
| Suecia                       |                                                   |                                           |                 |                       |  |
| Estocolmo                    | Aeropuerto de Estocolmo-Arlanda                   | Ryanair (Estacional)                      | B737            |                       |  |
| Suiza                        |                                                   |                                           |                 |                       |  |
| Ginebra                      | Aeropuerto de Ginebra                             | easyJet Switzerland Swiss                 | A3xx A          |                       |  |
| Zúrich                       | Aeropuerto de Zúrich                              | Swiss                                     | A               |                       |  |
| Suiza Francia Alemania       |                                                   |                                           |                 |                       |  |
| Basilea/Mulhouse/Friburgo    | Aeropuerto de Basilea-Mulhouse-Friburgo           | easyJet Switzerland                       | A3xx            |                       |  |
| Turquía                      |                                                   |                                           |                 |                       |  |
| Estambul                     | Aeropuerto de Estambul                            | Turkish Airlines                          |                 |                       |  |

## Plan director aeropuerto de Valencia
Se han ejecutado en los últimos años importantes obras de mejora para poder acoger el incremento de operaciones que desde el año 2001 aumentan gracias al turismo que atraen las ciudades de Valencia y Castellón de la Plana, y alrededores, y a las compañías de bajo coste, que desde 2003 operan desde Valencia con una gran cantidad de destinos.
En el año 2007, el aeropuerto de Valencia registró un tráfico de 5 929 916 pasajeros, es decir, casi un millón más que el año anterior (lo que supone un aumento del 19,3 %), 96 591 operaciones (que crecieron un 19,7 %) y 13 367 toneladas de mercancías. Este crecimiento ha superado las previsiones de crecimiento que había elaborado el Ministerio de Fomento que no tenía previsto que se rebasaran estas cifras hasta 2015. Aunque con la llegada de crisis económica la tendencia de pasajeros es a la baja y el aeropuerto ha perdido 1 300 000 pasajeros aproximadamente respecto el 2007, cosa que ha llevado a que parte de la nueva infraestructura quede inutilizada, las obras de ampliación acometidas han sido las siguientes:

### Obras de ampliación finalizadas en 2007
- Ampliación de la pista 30-12 de 2700 a 3200 m.

- Ampliación calle de rodadura NOVEMBER (N3 + N4) hasta la cabecera de la 12.

- Umbral de la pista 30 ampliado 300 m.

- Ampliación de la rampa de carga.

- Ampliación de la plataforma de pasajeros.

- Nueva terminal para vuelos regionales.

- Estación de metro que conecte el aeropuerto con la ciudad de Valencia.

#### Obras de ampliación finalizadas en 2012

##### Campo de Vuelo
- Calle de salida rápida a 1950 m de umbral 12 para aeronaves Tipo C.

- Adecuación a las NTAC.

- Rodadura frente a plataforma estacionamiento de aeronaves y reconfiguración calle A-1 para adecuación a normas.

- Calle de salida rápida a 1700 m de umbral 12 para aeronaves tipo C-VIII.

- Calle de salida rápida a 1425 m desde cabecera 12 para aeronaves de Aviación General.

- Calle de salida rápida a 1575 m desde cabecera 30 para aeronaves de Aviación General.

- Acondicionamiento de calle de rodaje T-0 para puesto estacionamiento aislado.

##### Plataforma
- Ampliación plataforma estacionamiento de aeronaves en zona este para Aviación Ejecutiva.

##### Zona de pasajeros
- Ampliación Edificio Terminal por lado este del terminal actual (T2).

- P4 en altura y acondicionamiento de zona de actividades complementarias y de mediana para el tránsito de pasajeros.

- Zona de bolsa de taxis, buses y depósito de vehículos retirados por grúa. Nuevos accesos desde viales y modificación de rotondas.

- P1-bis en altura.

- Reconfiguración y ampliación del aparcamiento 7.

- Viales y aparcamiento asociado (P3) al acondicionamiento de plataforma de Aviación Ejecutiva.

##### Zona de aviación general
- 2 pasarelas y equipos de servicio para aeronaves.

- Traslado depósitos de combustible a zona antiguo aeroclub.

- Surtidor de combustibles para Aviación General.

##### Zona de servicios
- Ampliación edificio cáterin en zona actividades complementarias.

##### Navegación Aérea
- Reubicación del sistema ILS CAT I pista 30 para adecuar RESA (Área de seguridad de extremo de pista). Adecuación áreas críticas y sensibles.

- Nuevo TACC (Centro de Control de Área Terminal).

- Actualización del equipamiento SACTA en TWR.

- S.E.O. de un sistema VÍCTOR para la TWR.

- Centro de emisores alternativo para TACC y TWR.

- Sistema de comunicaciones para nueva TWR.

## Transporte y Accesos

### Carretera
El acceso por carretera se realiza desde la autovía  V-11 , que conecta la  A-3  (Autovía de Madrid a Valencia) con la  V-31 

### Autobús
El Aeropuerto de Valencia dispone de estación de autobuses donde efectúa parada, entre otras, la línea de Autobuses Metropolitanos de Valencia (MetroBus).

#### Autobús Metropolitano
- 150 Valencia <-> Mislata <-> Cuart de Poblet <-> Manises <-> Aeropuerto de Valencia.

- 106 Torrente <-> Alacuás <-> Aldaya <-> C.C Bonaire <-> Barrio del Cristo <-> Aeropuerto de Valencia <-> Manises <-> Cuart de Poblet.

### Metrovalencia

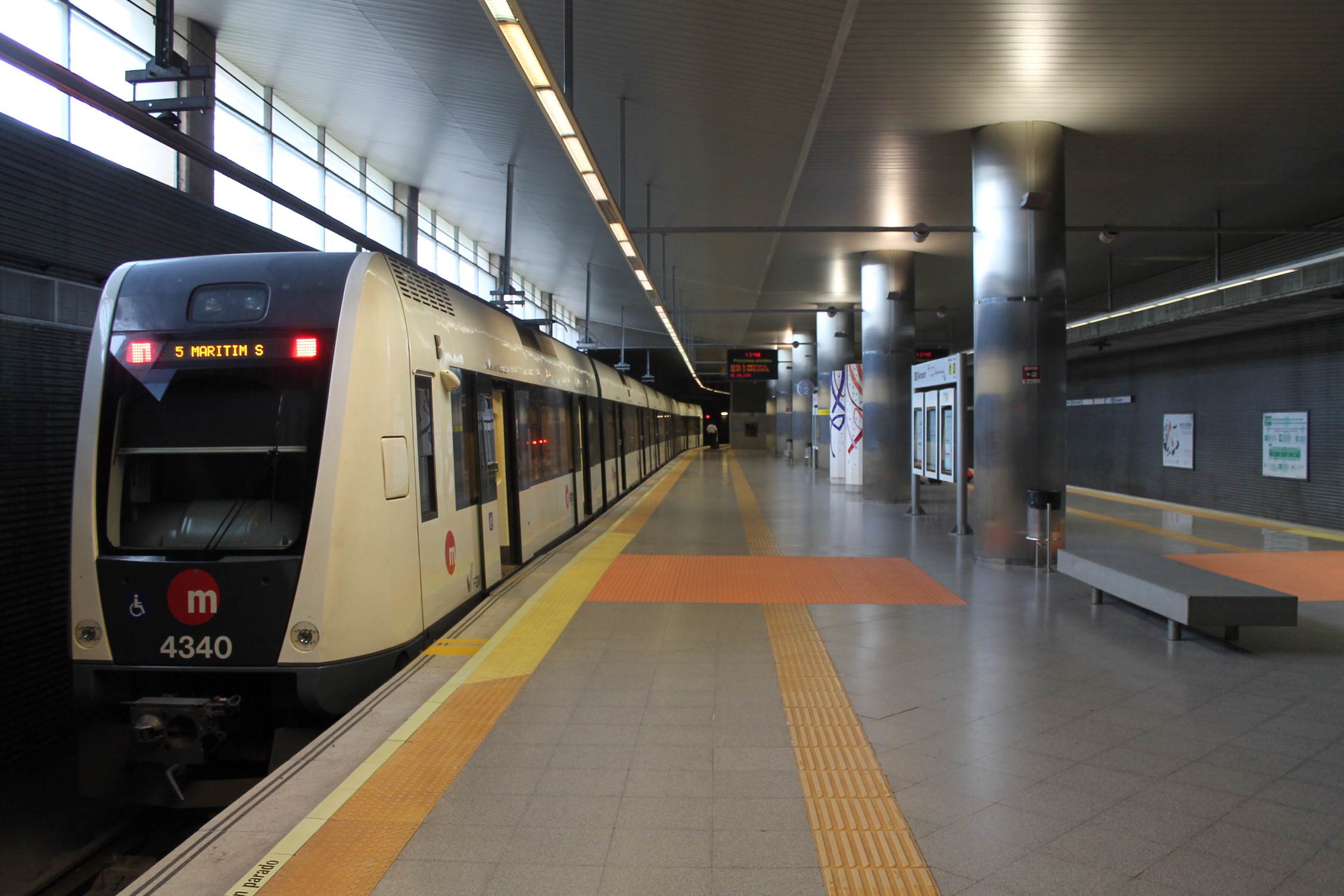
Estación d'Aeroport (Metrovalència)

Mapa de Metrovalencia

Con una frecuencia de 7-15 minutos el aeropuerto está conectado con las principales estaciones de la ciudad de Valencia como Xàtiva, Colón o Àngel Guimerà, estación intercambiador de las líneas 1, 2, 3, 5 y 9. El trayecto hasta la estación de Xàtiva es de unos 20 min, la estación se encuentra en pleno centro de Valencia y justo al lado de la estación Valencia-Norte. El 1.er tren del aeropuerto hacia Valencia sale a las 5 horas y 30 minutos de lunes a viernes, los sábados a las 5 horas y 48 minutos y a las 7 horas y 30 minutos los domingos y festivos. El último tren desde el aeropuerto hacia Valencia parte a las 22:29 de lunes a sábados y 21:08 los domingos.
La estación forma parte de zona tarifaria C desde 2022 tras la integración tarifaria de toda la red, anteriormente había pertenecido a la D.
Actualmente dicha estación es la cabecera de las líneas  y  de Metrovalencia.

### Taxi
Existe una parada de taxis cerca del hall de llegadas. Los taxis sólo trasladan 4 personas por coche.